# Ugo Mursia
Ugo Mursia (Carini, 8 novembre 1916 – Milano, 29 gennaio 1982) è stato un editore italiano, fondatore dell'omonima casa editrice.

## Biografia
Nato in Sicilia, era figlio di un funzionario di polizia. Al termine della prima guerra mondiale, la famiglia si trasferì a Roma e successivamente a Padova, a seguito della promozione a questore del padre. Nell'Università cittadina Mursia si laureò in Giurisprudenza e successivamente in Scienze politiche. Durante gli anni universitari prese parte ai Littoriali.
Giornalista pubblicista, iniziò la sua carriera nel 1941, collaborando come critico ad alcuni settimanali locali. Durante la Resistenza italiana partecipò come partigiano nelle file di Giustizia e Libertà.
Nel secondo dopoguerra intraprese la carriera di piccolo editore a Padova, per poi trasferirsi a Milano, dove dopo aver lavorato come propagandista e rappresentante per altre case editrici, girando le librerie di Milano in bicicletta, acquista nel 1951 la "Alberto Corticelli Editore", specializzata in letteratura per l'infanzia. Nel 1955 dette vita alla "Ugo Mursia editore" che creò dal nulla in collaborazione con la moglie, Giancarla Re Mursia (Alassio 3 giugno 1920 - Milano 23 marzo 2016) . 
A Ugo Mursia si deve la traduzione e pubblicazione in Italia dell'opera completa di Joseph Conrad, sua grande passione fin da ragazzo. 
Nel 1977 Mursia rilasciò una delle sue rare interviste a Enrico Filippini di Repubblica dicendo:.
La città di Carini gli ha reso omaggio dedicandogli una scuola superiore della città, l'istituto di istruzione superiore Ugo Mursia che comprende al suo interno un liceo Scientifico, I.P.S.E.O.A. (Istituto Professionale Servizi per l'Enogastronomia e l'Ospitalità Alberghiera) e un liceo delle scienze umane.

## Scritti
- Ugo Mursia, Scritti conradiani, a cura di Mario Curreli, Milano, Mursia, 1983..